# Josip (pleme)
Josip (heb. יוֹסֵף; grč. Ἰωσήφ ili Ἰωσήπος) je naziv izraelskog plemena koje će vrlo rano doživjeti podjelu. Prema biblijskom izvještaju, rodozačetnik ovog plemena bio je Josip, stariji sin što ga je Rahela rodila Jakovu. Ovom su plemenu namijenjena sjeverna područja Izraela, od granice s plemenom Benjaminom na jugu, do doline Jizreel na sjeveru, te teritoriji onkraj Jordana.

## Etimologija
Ime „Josip“ izvedeno je iz hebrejskog glagola יספ (jasaf), što znači „dodati“, „pribrojiti“, „ponoviti“. Narodna etimologija, sadržana u biblijskoj Knjizi Postanka, poziva se na isti glagol, te navodi molitvu Rahele, Josipove majke, da joj Bog „pridoda“ još jednog sina.
Iz izvanbiblijskih izvora poznato je da je takav tip osobnoga imena obično uključivao i dodatak u obliku sufiksa koji je sadržavao ime božanstva. Ako je bila riječ o Bogu Izraelaca, onda je taj sufiks bio -el ili -jah, -jahu. Ako je bilo neko drugo božanstvo, onda se dodavalo i odgovarajuće ime, primjerice -baal. Takav slučaj pretpostavlja i tumačenje imena Josip, premda se takav duži oblik ne nalazi ni u jednoj starozavjetnoj tradiciji o Josipu.

## Povijest plemena
Josip, sin Jakovljev, u biblijskim je izvještajima predstavljen kao jedan od rodozačetnika 12 izraelskih plemena, a ista predaja pamti i da je to pleme bilo podijeljeno. Vjerojatno je do toga došlo u trenutku kad je pleme Levi prestalo postojati kao pleme sa zasebnim teritorijem. Ova podjela Josipa iznjedrila je dva nova plemena: Efrajim i Manaše. Na taj je način, nenamjerno, očuvan broj od dvanaest plemena.
Predaja o podjeli Josipova plemena prisutna je u više različitih biblijskih predaja, a osobito je značajan Mojsijev blagoslov, gdje on kroz poduži tekst blagoslivlje Josipa i njegovo pleme, da bi na samom kraju nadodao: „Takva su mnoštva Efrajimova, takve su tisuće Manašeove.“

## Naziv „Josip“ u kasnijem razdoblju
Iako je do podjele plemena očito došlo vrlo rano, ime se toga plemena još dugo zadržalo, ne samo u pripovijestima o porijeklu plemena Efrajim i Manaše, nego i u drugim prilikama. Tako će imenom Josip biti i dalje nazivano područje što su ga zaposjeli Efrajim i Manaše. Zbog dominantne uloge što su je ta dva plemena imala i u kasnijoj povijesti Josip će biti i sinonim za sjeverno kraljevstvo nakon podijele na Kraljevstvo Izrael i Kraljevstvo Judu.